# 985

## Esdeveniments
- 6 de juliol, Barcelona: El Saqueig de Barcelona culmina la campanya contra el comtat de Barcelona dirigida pel militar andalusí Almansor. Les tropes prenen a l'assalt la ciutat de Barcelona després d'un setge d'una setmana. La ciutat és saquejada per les tropes cordoveses i molts habitants són esclavitzats i duts com a part del botí de guerra.

- Joan XV és designat papa.

## Necrològiques
- Bonifaci VII, antipapa.[1]